# Вратський Максим Сергійович
Макси́м Сергі́йович Вра́тський (нар. 1991, Холмськ, Сахалінська область, Росія — пом. 5 січня 2024, Херсонська область, Україна) — український спортсмен і військовик російського походження, учасник російсько-української війни.

## Життєпис
Народився у місті Холмськ Сахалінської області в Росії. З дитинства проживав в Одесі, де навчався і працював. У 2014 році закінчив Одеський національний морський університет за спеціальністю «Організація перевезень і управління на транспорті (морському)». Працював за фахом.
Чемпіон і призер всеукраїнських та міжнародних турнірів, зокрема з бразильського джіу-джитсу, яким займався професійно і популяризував цей вид спорту в Одесі. Навчав дітей і дорослих у різних спортивних клубах міста, отримавши у 2023 році коричневий пояс. Уболівав за одеський футбольний клуб «Чорноморець» та італійський «Мілан», був учасником фанатського руху в Одесі та представником одеського колективу «Сегедка».
Після початку повномасштабного вторгнення Росії в Україну займався волонтерством. Попри наявність білого квитка через відсутність однієї нирки, в березні 2022 року долучився до лав Збройних сил України. Воював у складі 126-ї окремої бригади сил територіальної оборони в підрозділі «Бузький Гард». Брав участь у визволенні Миколаївської області і правобережжя Херсонщини.
Загинув 5 січня 2024 року при стримуванні ворога на Херсонському напрямку. У Вратського залишилися дружина, син, брат і батьки. Після загибелі Вратському посмертно присвоєно чорний пояс з бразильського джіу-джитсу.

## Нагороди
Орден «За мужність» III ступеня (13 березня 2024).

## Увічнення пам'яті
- В Одеському національному морському університеті, де навчався Максим Вратський, у 2024 році відкрито меморіальну дошку на його честь. На ній поряд із зображенням нарукавного знака 126-ї бригади сил територіальної оборони розміщено емблему підрозділу «Бузький Гард», разом з представниками якого Вратський воював[7].